# René Laennec

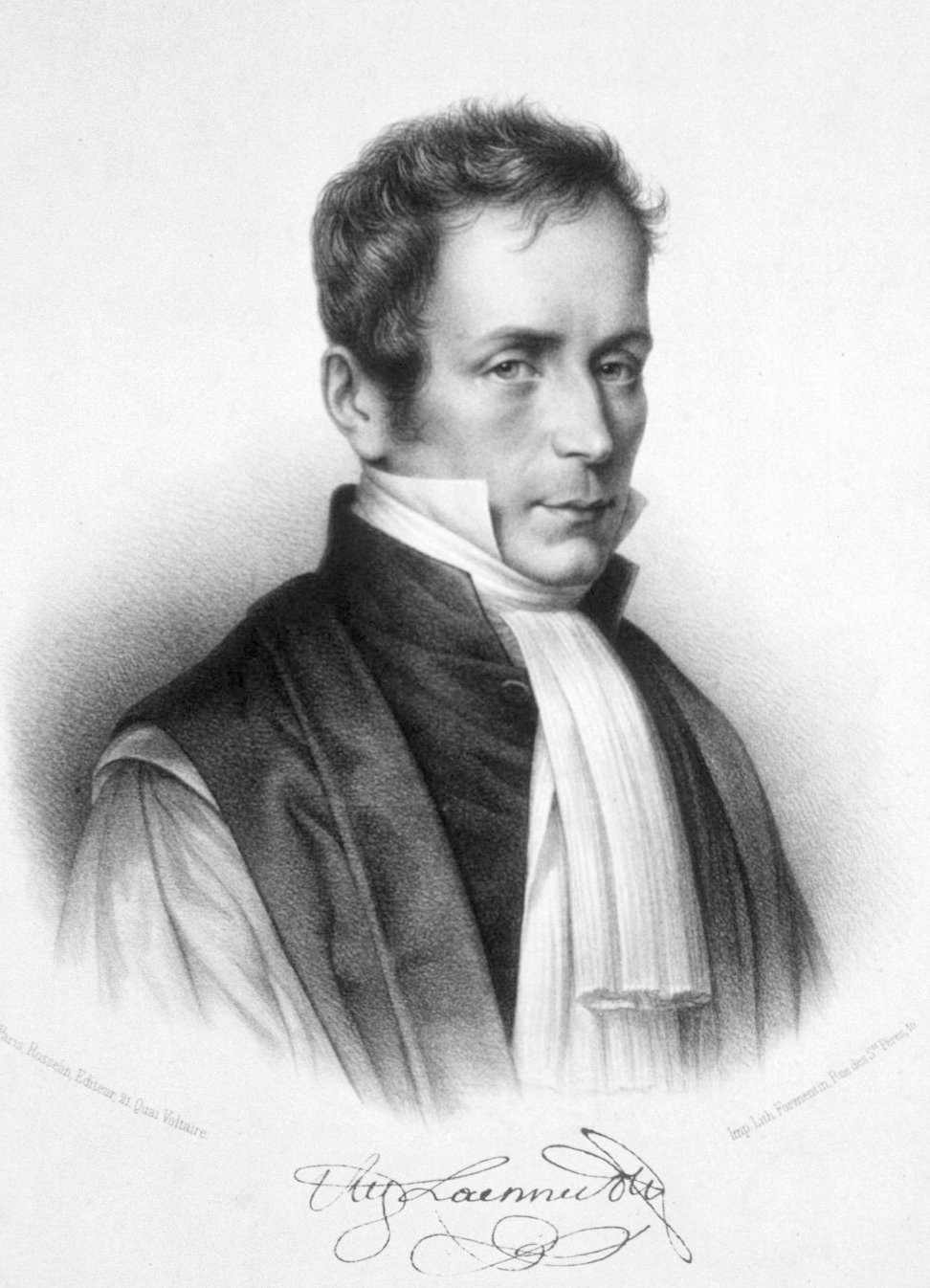
René Laennec

René Théophile Hyacinthe Laennec (Quimper, 17 februari 1781 – Ploaré, 13 augustus 1826) was een Franse arts en uitvinder van de stethoscoop.

## Biografie
Laennec werd geboren als zoon van een advocaat. Zijn moeder overleed aan tuberculose toen hij zes jaar oud was. Hij werd opgevoed door zijn oom die huisarts was. Hij studeerde medicijnen aan het Hôpital de la Charité in Parijs waar hij in 1804 examen deed. In 1815 kreeg hij een vaste aanstelling in het Hôspital Necker. Het jaar erop, in 1816, vond hij de stethoscoop uit. Hij kwam op het idee toen hij een jonge patiënte met hartkwalen moest onderzoeken, maar vanwege zijn verlegen karakter durfde hij niet zijn oor op haar boezem te leggen. Om toch naar de hartslag van de vrouw te luisteren rolde hij een vel papier op tot een cilinder. Hij kon duidelijk haar hartslag horen.
Op basis hiervan maakte hij een houten uitneembare koker van 30 cm lengte en 3 cm doorsnede met in het midden een opening van 5 mm. Hij noemde het instrument stethoscoop, naar het Griekse woord stethos dat borst betekent.
Hij beschreef verschillende aandoeningen zoals bronchiëctasie, melanoom en cirrose. Zijn grootste bijdrage aan de medische wetenschap betrof tuberculose. Levercirrose wordt soms nog wel Laennec's cirrose genoemd aangezien Laennec een van de eersten was die dit als een ziekte herkende.
Hij overleed op 45-jarige leeftijd in zijn manoir Kerlouarnec te Ploaré, bij Douarnenez. In mei 1868 werd ter ere van Laennec in Quimper een bronzen standbeeld opgericht. In een gevel van het Hôpital Necker is ter herinnering aan Laennec een plaquette aangebracht.